# Restrizioni agli spostamenti correlate alla pandemia di COVID-19
In questa voce vengono riportate le restrizioni agli spostamenti correlate alla pandemia di COVID-19 del 2019-2023.
In risposta al propagarsi della pandemia di COVID-19 del 2019-2023, molti paesi e regioni hanno imposto misure di confinamento o divieti d'ingresso per cittadini o turisti provenienti dalle aree più colpite della pandemia. 
Assieme a una riduzione della propensione a viaggiare, misure di questo tipo comportano un impatto economico negativo sul settore dei viaggi per i paesi coinvolti, contribuendo all'impatto socioeconomico della pandemia di COVID-19 del 2019-2020 in quelle regioni. Un possibile impatto a lungo termine potrebbe essere una diminuzione dei viaggi d'affari e delle conferenze internazionali, con un corrispettivo aumento dei loro equivalenti virtuali.

## Divieto di viaggio totale

Mappa dei paesi che hanno implementato un divieto totale dei viaggi in risposta alla pandemia di COVID-19

### Europa
- Unione europea: Il 17 marzo del 2020 il Consiglio europeo approva il divieto di tutti i viaggi in entrata per una durata di 30 giorni. Sono esclusi da questo divieto i cittadini di paesi membri dell'Unione europea e dello Spazio economico europeo, i cittadini svizzeri e britannici, i soggiornanti di lungo periodo e i possessori di permessi di soggiorno o visti a lungo termine, i familiari di cittadini UE e SEE, il personale medico e i trasportatori di beni alimentari[2][3][4]. Ciascun paese ha il compito di implementare la decisione a livello nazionale. L'Irlanda ha deciso di applicare la clausola di opt-out in quanto membro dell'Area di viaggio comune. L'accordo prevedeva la chiusura dei confini esterni per 30 giorni a decorrere dalle ore 12:00 del 17 marzo, ma la messa in atto di tale misura non è stata immediata.[5] Alcuni stati membri hanno deciso di adottare misure ancora più restrittive, proibendo l'ingresso a cittadini UE e SEE, eccetto quelli residenti permanentemente nello stato o in transito verso lo stato di residenza.
- Cipro: il governo cipriota ha deciso di permettere l'accesso nel paese esclusivamente ai cittadini ciprioti, agli europei che lavorano sull'isola e ai possessori di speciali permessi per un periodo di 15 giorni a decorrere dal 15 marzo.[6]
- Danimarca: chiusura dei confini per tutti i non-cittadini a decorrere dal 14 marzo[7], con l'esenzione di viaggiatori con "validi motivi", ad esempio i non-cittadini residenti nel paese.
- Estonia: a decorrere dal 17 marzo, l'accesso nel paese è impedito ai viaggiatori stranieri. I cittadini estoni e i possessori di permesso di soggiorno potranno comunque rimpatriare, così come i cittadini stranieri con parenti prossimi legalmente residenti in Estonia. Il transito nel paese è permesso solo agli stranieri senza sintomi. Per chiunque entri nel paese sono previste due settimane di quarantena obbligatoria.[8]
- Finlandia: chiusura dei confini a decorrere dal 19 marzo, eccetto per i cittadini in rimpatrio, per gli stranieri in rientro nel proprio paese di residenza, per i lavoratori in settori essenziali e per i beni di consumo. Per i cittadini Finlandesi in rientro è raccomandata una quarantena di 14 giorni.[9]
- Lettonia: a decorrere dal 17 marzo vengono sospesi tutti i collegamenti internazionali via aereo, treno, nave e auto. L'ingresso nel paese dall'esterno dell'area Schengen è concesso solo ai cittadini lituani e agli stranieri con diritto di residenza.[10] Rimane consentito l'accesso nel paese di cittadini provenienti da altri paesi Schengen, ma solo tramite autovetture private[11]
- Lituania: chiusura dei confini per tutti gli stranieri, eccetto quelli dotati di permesso di soggiorno, a decorrere dalle ore 00:00 (UTC +02:00) del 16 marzo fino al 13 aprile 2020.[12]
- Norvegia: chiusura temporanea degli aeroporti a decorrere dal 16 marzo. Ai cittadini stranieri non è permesso l'accesso nel paese, eccezion fatta per i cittadini norvegesi in rientro e per i beni di consumo.[13]
- Moldavia: chiusura dello spazio aereo e dei confini di terra, eccetto per i diplomatici e per i residenti permanenti, a decorrere dalle ore 00:00 (UTC +02:00) del 17 marzo 2020.[14]
- Rep. Ceca: chiusura parziale dei confini a decorrere dal 14 marzo. Chiusura totale per tutti i non residenti a decorrere dal 16 marzo.
- Polonia: divieto di ingresso nel paese per tutti gli stranieri dal 15 marzo fino all'11 aprile 2020. Sono esentati i possessori di permessi di residenza o di lavoro. Per tutti gli individui in rientro nel paese è obbligatorio un periodo di quarantena di 14 giorni.[15][16][17]
- Romania: a decorrere dal 22 marzo, divieto di ingresso nel paese per i cittadini stranieri, eccetto i residenti ufficiali e gli individui in transito verso altri paesi.[18]
- Russia: chiusura dei confini a tutti gli stranieri, con alcune eccezioni, dal 18 marzo al 1º maggio.[19]
- Slovacchia: chiusura del confine a tutti i non residenti.[20] Chiusura di tutti gli aeroporti internazionali e imposizione di misure di quarantena a tutti i residenti in rientro dall'estero. Per i violatori sono previste sanzioni fino a 1659€.[21]
- Svizzera: chiusura dei confini a tutti gli stranieri a decorrere dal 17 marzo 2020.
- Ucraina: a decorrere dal 15 marzo per due settimane, chiusura dei confini a tutti i cittadini stranieri. I cittadini ucraini in rientro nel paese sono soggetti a procedure di controllo medico obbligatorie.[22] A decorrere dal 17 marzo per due settimane vengono sospesi tutti i servizi passeggeri commerciali in entrata e in uscita dal paese, inclusi voli, treni e autobus.[23]
- Ungheria: il 16 marzo il primo ministro Viktor Orbán annuncia la chiusura totale dei confini, permettendo solo il rientro di cittadini ungheresi.[24]

### Asia
- Arabia Saudita: sospensione di tutti i voli internazionali, eccetto per casi eccezionali, per due settimane a decorrere dal 15 marzo 2020. Il Ministro degli Affari Esteri saudita ha rilasciato una dichiarazione nella quale annunciava la sospensione di tutte le visite religiose (hajj) presso i siti sacri a Medina e alla Mecca.[25]
- Azerbaigian: a decorrere dal 23 marzo, è vietato l'ingresso nel paese eccetto per i viaggiatori muniti di permesso di lavoro o di un permesso speciale rilasciato dal governo dell'Azerbaigian.[26]
- Birmania: dal 30 marzo (23:39, Orario standard della Birmania) al 13 aprile 2020 (23:59, Orario standard della Birmania) è vietato l'atterraggio nel paese a tutti i voli internazionali, eccezion fatta per categorie speciali di voli.[27]
- Brunei: a decorrere dal 24 marzo, a tutti gli stranieri inclusi gli individui in transito è vietato l'accesso nel paese attraverso le dogane di confine.[28][29]
- Cina: a decorrere dal 28 marzo, sospensione temporanea di tutti i visti di lavoro e dei permessi di residenza per gli stranieri. Sono sospese anche e regolazioni per i visti e l'ingresso nel paese per stranieri possessori di tessera per viaggi d'affari APEC.[30]
- Hong Kong: vietato l'ingresso a tutti i non residenti che abbiano viaggiato in paesi o territori stranieri negli ultimi 14 giorni (esclusi la Cina continentale, Macao e Taiwan), con l'eccezione per i consorti e i figli minorenni dei residenti ad Hong Kong e per i cittadini di Macao registrati in accordo fra i governi di Macao e Hong Kong. Per due settimane a decorrere dal 25 marzo il transito di passeggeri stranieri attraverso l'Aeroporto Internazionale di Hong Kong è vietato. Anche per gli ingressi consentiti nel paese è obbligatorio un periodo di quarantena di 14 giorni.[31]
- Macao: a decorrere dal 19 marzo, l'ingresso nella regione amministrativa speciale è vietato ai non residenti, esclusi i residenti della Cina continentale, di Hong Kong e di Taiwan.[32][33]
- Corea del Nord: chiusura dei confini a tutti i turisti internazionali a decorrere dal 21 gennaio, diventando uno dei primi paesi al mondo ad imporre tali misure. Aumento dei controlli e chiusura del confine con la Cina.
- Emirati Arabi Uniti: restrizioni agli spostamenti su larga scala ma non totali. A decorrere dal 17 marzo sospensione del rilascio di visti a tutti i cittadini stranieri eccetto quelli in possesso di passaporto diplomatico. Tale misura non ha effetto sui viaggiatori già in possesso di visto e i visti all'arrivo rimangono comunque disponibili per un ampio numero di paesi.[34][35]
- Filippine: il rilascio di visti e l'ingresso in esenzione dal visto sono sospesi temporaneamente a decorrere dal 19 marzo. A decorrere dal 22 marzo, l'ingresso nel paese è vietato a tutti i cittadini stranieri, eccezion fatta per i familiari stranieri di cittadini filippini, per il personale diplomatico e per i lavoratori di organizzazioni internazionali.[36][37][38]
- Giordania: sospensione di tutti i voli in entrata e in uscita a decorrere dal 17 marzo.[39]
- India: a decorrere dal 13 marzo vengono sospesi tutti i visti e l'ingresso dei possessori di cittadinanza indiana all'estero, con termine prorogabile il 15 aprile. Ai possessori di visto già presenti nel paese è concesso di restare. Vengono attuate misure di controllo più rigide ai confini, che in alcuni casi vengono chiusi.[40] Nello stesso giorno viene approvato l'obbligo di quarantena di 14 giorni per i cittadini in rientro da Cina, Corea del Sud, Francia, Germania, Iran, Italia e Spagna.[41] A decorrere dal 18 marzo sono sospesi tutti i voli provenienti dall'Europa occidentale e dalla Turchia,[42] mentre la sospensione viene estesa a tutti i voli internazionali il 22 marzo.[43]
- Israele: a decorrere dal 12 marzo, l'ingresso nel paese è vietato a tutti i cittadini stranieri non in possesso di un permesso specifico rilasciato dal Ministero degli Esteri. Per ottenere questo permesso occorre, tra le altre cose, dimostrare di avere la possibilità di restare in isolamento domestico per un periodo di 14 giorni. La stessa misura di isolamento domestico viene applicata anche ai cittadini israeliani e ai residenti permanenti in rientro nel paese.[44]
- Malaysia: a decorrere dal 18 marzo è vietato l'uscita dei cittadini malesiani dal paese e l'ingresso dei cittadini stranieri. Gli aeroporti e lo spazio aereo rimangono comunque aperti.[45]
- Oman: sospensione dei visti turistici per tutti i visitatori per un mese a decorrere dal 15 marzo.[46] Divieto di attracco nei porti del paese per tutte le navi da crociera per un mese.[47]
- Palestina: divieto di accesso per turisti in Cisgiordania per 14 giorni a decorrere dal 5 marzo.[48]
- Singapore: l'ingresso e il transito nel paese è vietato a tutti gli stranieri a decorrere dalle ore 23:59 (Orario standard di Singapore) del 23 marzo. L'ingresso nel paese è consentito solo ai lavoratori nei servizi essenziali, come il personale sanitario e dei trasporti.[49]
- Taiwan: a decorrere dal 19 marzo, divieto di ingresso nel paese per i non-cittadini eccetto quelli in possesso di specifica approvazione.[50]
- Turchia: a decorrere dal 28 marzo, sospensione di tutti i voli internazionale in entrata e in uscita e chiusura dei confini di terra.[51][52]
- Turkmenistan: a decorrere dal 20 marzo per un mese, i confini di terra dello stato sono chiusi per tutti i cittadini stranieri e apolidi. L'ingresso rimane consentito al personale diplomatico, ai rappresentanti di organizzazioni internazionali, ai rappresentanti internazionali di imprese operanti nel territorio turkmeno, agli autotrasportatori e agli equipaggi di aerei, navi e treni.[53]
- Vietnam: a decorrere dal 22 marzo fino a ulteriori ordini, l'ingresso nel paese è vietato a tutti gli stranieri. La sospensione temporaria degli ingressi nel paese si applica anche ai cittadini vietnamiti residenti all'estero e ai loro familiari.[54]

### Africa
- Capo Verde: il 17 marzo il primo ministro Ulisses Correia e Silva annuncia la sospensione di tutti i voli in arrivo da Portogallo, Stati Uniti, Brasile, Nigeria, Senegal e da tutti i paesi europei con casi di COVID-19.[55][56][57] Poiché queste destinazioni sono le uniche ad operare collegamenti aerei verso Capo Verde, questa misura ha il risultato effettivo di un blocco aereo totale.
- Egitto: il primo ministro egiziano Mostafa Madbouly ha annunciato che il paese avrebbe chiuso gli aeroporti e sospeso il traffico aereo dalle ore 12:00 locali del 19 marzo al 15 aprile.[58]
- Ghana: a decorrere dal 17 marzo il paese vieta l'accesso a tutte le persone provenienti da o che abbiano viaggiato nei precedenti 14 giorni in paesi con più di 500 casi confermati, eccetto i residenti ufficiali e i cittadini ghanesi. Dopo il rimpatrio, i cittadini sono chiamati a rispettare un periodo di auto-isolamento di 14 giorni.[59]
- Kenya: a decorrere dal 17 marzo il Kenya sospende l'ingresso nel paese di stranieri provenienti da paesi con casi confermati di coronavirus. L'ingresso è consentito ai cittadini kenioti e agli stranieri con permesso di soggiorno valido, sottoposti a misure di quarantena dopo l'arrivo.[60]
- Marocco: il 15 marzo il Marocco sospende i voli passeggeri in entrata e in uscita.[61]
- Madagascar: sospensione di tutti i voli in arrivo nel Madagascar fino al 20 aprile.[62]
- Nigeria: il 26 marzo, la Nigeria dispone la chiusura immediata degli aeroporti e dei confini terrestri per un periodo di quattro settimane.[63]
- Seychelles: a decorrere dal 30 marzo, l'ingresso nel paese è vietato eccetto per alcune specifiche categorie di passeggeri.[64]
- Sudafrica: divieto d'ingresso per i viaggiatori che abbiano visitato Spagna, Italia, Germania, Regno Unito, Stati Uniti, Iran o Corea del Sud nei 20 giorni prima dell'arrivo. Ai cittadini britannici è permesso l'ingresso solo per il transito verso il Regno Unito. Sospensione dell'erogazione di visti all'arrivo e divieto d'ingresso per gli individui sprovvisti di visto. Sospensione di alcuni voli a partire dal 21 marzo.[65]
- Sudan: dopo la morte di un malato di COVID-19 nel paese, il 17 marzo il Sudan dichiaralo stato di emergenza e chiude tutti gli aeroporti e i confini di terra.[66]

### America
- Argentina: a decorrere dal 15 marzo chiusura dei confini ai non residenti.[67]
- Bermuda:[68]
- Bolivia: a decorrere dal 30 marzo chiusura dei confini agli stranieri e cancellazione dei voli.[69]
- Brasile: a decorrere dal 30 marzo è vietato l'ingresso nel paese a tutti i cittadini stranieri, con l'esclusione di alcune specifiche categorie.[70]
- Canada: chiusura dei confini a tutti i viaggiatori che non siano cittadini canadesi o statunitensi oppure residenti permanenti. Sono esentati i diplomatici, il personale aereo di bordo e i componenti familiari dei cittadini.[71] In data successiva, Stati Uniti e Canada hanno deciso congiuntamente la chiusura del proprio confine a tutto il traffico non essenziale.[72]
- Cile: fatta eccezione per alcune specifiche categorie, l'accesso nel paese è vietato a tutti i viaggiatori.[73]
- Costa Rica: chiusura del confine ai non residenti dal 16 marzo al 12 aprile, con l'eccezione per i personali di bordo. Tutti i cittadini e i residenti in rientro sono sottoposti all'obbligo di quarantena per 14 giorni.[74]
- Colombia: dal 17 marzo fino al 30 maggio la Colombia chiude i propri confini. L'ingresso è consentito ai beni di consumo, ma nessun individuo può entrare o uscire dal paese.[75]
- Cuba: a decorrere dal 24 marzo chiusura dei confini a tutti i non residenti; l'ingresso nel paese è consentito solo ai cittadini cubani e agli stranieri.[76][77]
- Ecuador: dal 25 marzo al 5 aprile 2020, chiusura dei confini e sospensione dei voli.[78][79]
- El Salvador: l'11 marzo il presidente salvadoregno annuncia un ordine esecutivo che vieta l'ingresso di stranieri nel paese.[80] Il Direttorato Generale delle Migrazioni impedirà l'ingresso nel paese a tutti gli stranieri, esclusi i diplomatici e i residenti stranieri ad El Salvador.[80]
- Guatemala: il 16 marzo il Governo guatemalteco annuncia la chiusura dei confini per due settimane a decorrere dalla mezzanotte del 17 marzo.[81]
- Honduras: confini chiusi per tutti i tipi di traffico escluso il trasporto merci a decorrere dalle 23:59 del 15 marzo.[82]
- Panama: Dalle 23:59 del 16 marzo, l'ingresso nello stato è consentito solo ai cittadini panamensi e agli stranieri residenti.[83] Tutti i voli internazionali sono cancellati a decorrere dalle 23.59 del 22 marzo.[84]
- Paraguay: a decorrere dal 25 marzo 2020 a tutti i viaggiatori è vietato l'ingresso o il transito attraverso il Paraguay. I voli in arrivo nel paese sono sospesi fino al 12 aprile.[85][86]
- Perù: a decorrere dalle ore 12:00 del 17 marzo l'ingresso nel paese è vietato.[87]
- Rep. Dominicana: il presidente della Repubblica Domenicana ha ordinato la chiusura di tutti i confini a decorrere dal 19 marzo.[88]
- Suriname: chiusura totale dei confini e soppressione dei voli a decorrere dal 14 marzo.[89]
- Trinidad e Tobago: il 16 marzo lo stato annuncia la chiusura dei propri confini a tutti gli arrivi eccetto ai cittadini in rientro e al personale medico. Gli aeroporti nel paese sono chiusi fino al 30 aprile.[90][91][92]

### Oceania
- Australia: a decorrere dalle 21:00 del 20 marzo chiusura dei confini a tutti gli stranieri.[93]
- Figi: chiusura dei confini a tutti i non cittadini.[94]
- Nuova Zelanda: a decorrere dalle 23:59 ora locale del 19 marzo chiusura dei confini a tutti gli stranieri, inclusi i cittadini delle isole del Pacifico (precedentemente esentate) e i possessori di visti temporanei.[95]
- Tuvalu: chiusura dei confini.[96]
- Vanuatu: a decorrere dal 20 marzo vengono chiusi i porti d'accesso nel paese.[97]

## Paesi con misure di quarantena totali
- Australia: il Governo australiano ha annunciato che chiunque arrivi in Australia da mete estere (indipendentemente dalla cittadinanza) deve sottoporsi a 14 giorni di auto-isolamento dalla data di arrivo. Viene inoltre vietato l'attracco nei porti australiani a tutte le navi da crociera provenienti da acque internazionali a decorrere dal 16 marzo.[98]
- Canada: a decorrere dalle 00:00 ore locali il governo locale annuncia un ordine di emergenza sotto l'"Atto di Quarantena" (Quarantine Act/Loi sur la mise en quarantaine) che obbliga tutti coloro i quali entrano nel paese a sottoporsi a 14 giorni di auto-isolamento, a prescindere che siano sintomatici o asintomatici.[99]
- Cile: a decorrere dal 15 marzo viene vietato l'attracco di navi da crociera. Gli individui che si sono recati nei paesi più interessati dalla pandemia sono sottoposti ad esami clinici e quarantena preventiva.[100]
- Figi: dopo la messa in stato di isolamento di Lautoka il 20 marzo 2020, a nessun individuo è consentito uscire dai limiti urbani.[101]
- Guernsey: imposizione dell'obbligo legale di sottoporsi a un periodo di auto-isolamento 14 giorni per tutti gli individui in arrivo nel baliato, inclusi quelli provenienti dal Regno Unito e da Jersey. L'inosservanza di tale misura costituisce reato.[102]
- Hong Kong: a decorrere dal 19 marzo 2020 chiunque abbia viaggiato nella Cina continentale o in paesi esteri (esclusi Macao e Taiwan) nei 14 giorni precedenti è soggetto a 14 giorni di quarantena obbligatoria. Il 25 marzo tale misura viene ampliate anche dalle persone provenienti da Macao e Taiwan.[103][104]
- Jersey: a decorrere da 20 marzo, tutti coloro i quali arrivano nel baliato sono obbligati ad auto-isolarsi per 14 giorni, inclusi i cittadini in arrivo dal Regno Unito e da Guernsey.[105]
- Malta: chiunque entri nel paese a partire dalle 13:30 ora locale del 13 marzo è tenuto a trascorrere 14 giorni in quarantena obbligatoria. Questa misura è applicabile per legge e l'inosservanza di tali misure comporta sanzioni fino a 1000€ per ogni violazione.[106]
- Nuova Zelanda: a decorrere dal 15 marzo, chiunque entri nel paese dall'estero, inclusi i cittadini neozelandesi, sono obbligati a sottoporsi a 14 giorni di quarantena. Questa misura non si applica a coloro che arrivano dalle isole del Pacifico, a meno che non siano sintomatici. Fino al 30 giugno è in vigore il divieto di attracco per tutte le navi da crociera.[107] A decorrere dalle 23:59 ora locale del 19 marzo, l'ingresso nel paese è consentito esclusivamente ai cittadini e ai residenti permanenti. Questa misura vieta l'ingresso anche a coloro i quali provengono dalle isole del Pacifico e ai possessori di visti temporanei (precedentemente esclusi).[108]
- Singapore: a decorrere dal 20 marzo, tutti coloro i quali entrano nel paese sono sottoposti a 14 giorni di auto-isolamento.[109]

## Restrizioni per cittadini e viaggiatori recenti per paese di provenienza
Questo elenco è ordinato per paese di origine dei cittadini e viaggiatori recenti, non per paese applicante le restrizioni. 

### Provenienti dalla Cina

Paesi che hanno imposto restrizioni ai viaggi provenienti dalla Cina in risposta alla pandemia di COVID-19. La mappa include stati che hanno imposto divieti d'ingresso ai cittadini cinesi o ai visitatori recenti in Cina, quelli che hanno fermato il rilascio o ripristinato l'obbligo del visto per cittadini cinesi e quelli che hanno chiuso le proprie frontiere con la Cina.

#### Divieto d'ingresso
I seguenti paesi hanno imposto divieti d'ingresso o restrizioni ai visti d'ingresso ai cittadini cinesi o a coloro che hanno visitato la Cina in tempi recenti:
- Unione europea: la maggior parte di paesi dell'area Schengen.
- Australia
- India
- Indonesia: il 3 febbraio il paese annuncia la sospensione dei voli passeggeri e del trasporto marittimo da e verso la Cina a decorrere dal 5 febbraio fino a contrordine. Vengono altresì sospese le importazioni di animali vivi e di altri prodotti.
- Iraq
- Italia: Sospensione di tutto il traffico aereo in ingresso da Cina, Hong Kong, Macao e Taiwan. Tramite NOTAM, l'Ente nazionale per l'aviazione civile rende noto che, a decorrere dal 31 gennaio, tutti i voli passeggeri provenienti da tali mete sarebbero stati sospesi fino a contrordine, su richiesta delle autorità sanitarie.Gli aerei in volo verso l'Italia durante l'emissione della NOTAM sono stati autorizzati all'atterraggio. Nonostante la soppressione dei voli diretti, era comunque possibile per i cittadini cinesi in possesso di visto Schengen di arrivare in Italia facendo scalo in un paese terzo.[110]
- Giappone: revoca dei visti esistenti per i cittadini provenienti dalla Cina e sospensione dell'erogazione di ulteriori visti.[111]
- Giordania[112]
- Kazakistan
- Kuwait: vengono sospesi i collegamenti fra il Kuwait e alcuni paesi fra cui la Cina, con il divieto temporaneo d'ingresso nel paese per i cittadini di alcuni statir. Chiunque abbia visitato i suddetti paesi in tempi recenti è sottoposto alle stesse misure.[113]
- Micronesia: il paese ha introdotto una rigida misura di divieto d'ingresso, negando l'acceso a chiunque abbia visitato la Cina a partire dal gennaio 2020 e chiunque abbia visitato nei precedenti 14 giorni paesi affetti dalla pandemia.[114]
- Paesi Bassi: per due settimane a decorrere dal 13 marzo tutto il traffico aereo con la Cina viene sospeso.[115]
- Nuova Zelanda: il paese ha annunciato che avrebbe negato l'ingresso ai viaggiatori provenienti dalla Cina e che i cittadini neozelandesi in rientro dalla Cina avrebbero dovuto sottoporsi a 14 giorni di quarantena.
- Russia[116]
- Samoa: il paese ha negato l'accesso anche ai propri cittadini che si siano recati in Cina in tempi recenti, misura che ha attirato diverse critiche circa la propria legalità sul piano nazionale e internazionale.
- Somalia[117]
- Taiwan
- Turchia
- Stati Uniti[118]
- Vietnam

#### Divieto d'ingresso relativo a singole zone della Cina
- Brunei[119]
- Corea del Sud[120][121]
- Hong Kong[122]

#### Altre misure (quarantena, esame medico obbligatorio e/o misure di monitoraggio)
- Armenia: sospensione dei viaggi senza visto per i cittadini cinesi.
- India: il 2 febbraio il paese emana un avviso di viaggio, invitando i residenti in India a non viaggiare verso la Cina e avvisando che chiunque abbia viaggiato in Cina a partire dal 15 gennaio potrebbe essere sottoposto a quarantena. Vengono sospesi i visti elettronici dalla Cina.
- Hong Kong: rafforzamento/chiusura dei confini con la Cina continentale.
- Mongolia: rafforzamento/chiusura dei confini con la Cina continentale.
- Nepal: rafforzamento/chiusura dei confini con la Cina continentale.
- Russia: rafforzamento/chiusura dei confini con la Cina continentale.
- Stati Uniti: il 31 gennaio il paese dichiara il virus emergenza sanitaria. A decorrere dal 2 febbraio, tutti i viaggiatori in arrivo dalla provincia dello Hubei o che la abbiano visitata nei precedenti 14 giorni sono sottoposti a 14 giorni di quarantena. I cittadini americani che abbiano visitato altre zone della Cina non sarebbero stati sottoposti a quarantena se asintomatici, ma sarebbero stati comunque sottoposti al monitoraggio dei dipartimenti sanitari locali.
- Vietnam: rafforzamento/chiusura dei confini con la Cina continentale.

#### Compagnie aeree

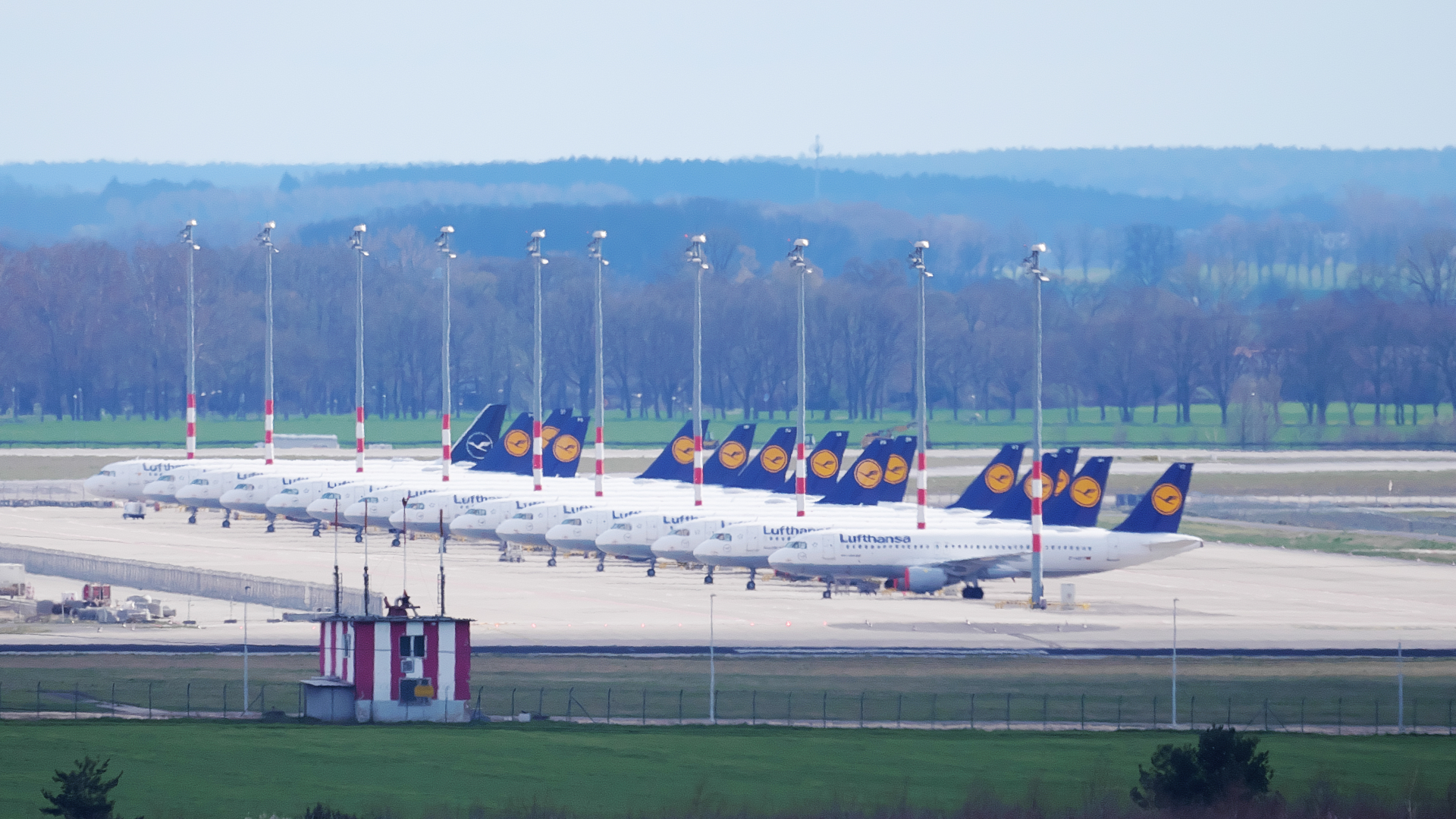
15 aeromobili Lufthansa parcheggiati all'Aeroporto di Berlino-Brandeburgo il 21 marzo 2020, a causa della cancellazione del 95% dei voli operati dalla compagnia

Le seguenti compagnie aeree hanno cancellato tutti i propri voli da e per la Cina:
- Air Canada[123]
- Air Seoul
- British Airways
- Egyptair: il 30 gennaio la compagnia ha annunciato la sospensione dei voli dall'Egitto ad Hangzhou a decorrere dal primo febbraio, e la sospensioni dei voli diretti a Pechino e Guangzhou a decorrere dal 4 febbraio.
- Lion Air
- Lufthansa: in tutta la Cina, ad eccezione dei voli da/per Hong Kong
- Qatar Airways: sospensioni dei voli verso la Cina continentale a decorrere dal 3 febbraio, a causa delle difficoltà operazionali dovute alle restrizioni di ingresso imposte dai diversi paesi. Con l'intento di riaprire i collegamenti il prima possibile, viene messa in atto una revisione settimanale delle operazioni.
- Turkmenistan Airlines[124]

### Provenienti dalla Corea del Sud

#### Divieto d'ingresso
- Angola[125]
- Australia: i cittadini stranieri che abbiano visitato la Corea del Sud non saranno ammessi in Australia fino a 14 giorni dopo la partenza dalla Corea del Sud.[126] Per i cittadini australiani è previsto l'obbligo di osservanza di 14 giorni di quarantena.
- Bahamas[125]
- Bahrein[125]
- Bhutan[125]
- Comore[125]
- Isole Cook[125]
- Rep. Ceca[125]
- El Salvador
- Guinea Equatoriale[125]
- Gabon[125]
- Grenada[125]
- Guatemala[125]
- Haiti[125]
- Hong Kong[127]
- Ungheria[125]
- India: cancellazione dei visti regolari ed elettronici emessi prima del 3 marzo e sospensione dell'erogazione di visti. Gli individui che devono viaggiare in India per validi motivi possono presentare nuovamente la richiesta di visto.[128]
- Indonesia[125]
- Iraq[125]
- Giamaica[125]
- Giappone: sospensione dell'esenzione dal visto d'ingresso per i cittadini sudcoreani, revoca di quelli esistenti e sospensione dell'emissione di visti ulteriori.[111]
- Giordania[125]
- Kazakistan[125]
- Kuwait[125]
- Kirghizistan[125]
- Libano[125]
- Madagascar[125]
- Malaysia[125]

- Maldive[125]
- Mauritius[125]
- Micronesia[125]
- Moldavia[125]
- Mongolia[125]
- Montenegro[125]
- Birmania[125]
- Nauru[125]
- Paesi Bassi: per due settimane a decorrere dal 13 marzo sospensione di tutto il traffico aereo proveniente dalla Corea del Sud.[115]
- Oman[125]
- Palestina[125]
- Papua Nuova Guinea: negato l'ingresso agli stranieri in arrivo da porti e aeroporti sudcoreani.[129]
- Qatar[125]
- Romania
- Samoa[125]
- Arabia Saudita[125]
- Serbia[125]
- Seychelles[125]
- Singapore: ingresso e transito vietati ai viaggiatori provenienti da o che abbiano visitato nei 14 giorni precedenti la Corea del Sud.[125]
- Slovacchia[125]
- Isole Salomone[125]
- Somalia[117]
- Sudafrica[125]
- Sudan[125]
- Trinidad e Tobago[125]
- Turchia[125]
- Tuvalu[125]
- Vietnam: a decorrere dal 29 febbraio sospensione dell'esenzione unilaterale dei visti d'ingresso per i cittadini sudcoreani.[130]

#### Divieto d'ingresso relativo a singole zone della Corea del Sud
- Indonesia: per i viaggiatori che abbiano visitato Taegu o il Gyeongsang Settentrionale nei 14 giorni precedenti.[131]
- Maldive: per i viaggiatori che abbiano visitato Taegu o il Gyeongsang Settentrionale.[125]
- Serbia: per i viaggiatori che abbiano visitato Taegu o il Gyeongsang Settentrionale.[125]

#### Altre misure (quarantena, esami medici obbligatori e/o misure di monitoraggio)
- Giappone: a decorrere dal 9 marzo, il Giappone sottopone i viaggiatori in arrivo dalla Corea del Sud a due settimane di quarantena in strutture designate.[132]
- Taiwan: tutti i viaggiatori non-taiwanesi in arrivo dalla Corea del Sud saranno sottoposti a 14 giorni di quarantena. Per i cittadini taiwanesi sono previsti 14 giorni di auto-isolamento domestico.[133]
- Vietnam: tutti i viaggiatori in arrivo dalla Corea del Sud sono obbligati a sottoporsi a 14 giorni di quarantena presso strutture designate immediatamente dopo lo sbarco. A decorrere dalle 18:00 del 3 marzo, l'atterraggio di voli passeggeri provenienti dalla Corea del Sud è permesso solo all'aeroporto internazionale di Van Don nella provincia nordorientale del Quang Binh e all'aeroporto di Phu Cat nella provincia costiera di Binh Dinh. Non è più consentito l'atterraggio ad Hanoi, Ho Chi Minh o Can Tho dei voli provenienti dalla Corea del Sud.[134]

- Ghana[125]
- Guyana[125]
- Nigeria[125]
- Norvegia[125]
- Nuova Zelanda[125]
- Niger[125]
- Danimarca[125]
- Timor Est[125]
- Laos[125]
- Liberia[125]
- Russia[125]
- Romania[125][135]
- Ruanda[125]
- Macao[125]
- Malawi[125]
- Mali[125]
- Messico[125]

- Marocco[125]
- Mauritania[125]
- Mozambico[125]
- Malta[125]
- RD del Congo[125]
- Bangladesh[125]
- Venezuela[125]
- Bielorussia[125]
- Bosnia ed Erzegovina[125]
- Burundi[125]
- Burkina Faso[125]
- Macedonia del Nord[125]
- Bulgaria[125]
- Brunei[125]
- Cipro[125]

- Saint Lucia[125]
- Saint Vincent e Grenadine[125]
- Saint Kitts e Nevis[125]
- Sri Lanka[125]
- Argentina
- Barbados[125]
- Islanda[125]
- Azerbaigian[125]
- Albania[125]
- Ecuador[125]
- Regno Unito[125]
- Austria[125]
- Honduras[125]
- Uganda[125]
- Uzbekistan[125]
- Zambia[125]
- Georgia[125]

- Rep. Centrafricana[125]
- Zimbabwe[125]
- Ciad[125]
- Kenya[125]
- Costa Rica[125]
- Colombia[125]
- Croazia[125]
- Kiribati[125]
- Tagikistan[125]
- Thailandia[125]
- Turkmenistan[125]
- Tunisia[125]
- Panama[125]
- Paraguay[125]
- Figi[125]
- Filippine[125]

### Provenienti da paesi europei
- Angola: ingresso e transito vietati ai viaggiatori provenienti da Cina, Francia, Iran, Italia, Corea del Sud, Portogallo e/o Spagna. I cittadini angolani in rientro sono tenuti a sottoporsi a quarantena obbligatoria.[136]
- Antigua e Barbuda: ingresso e transito vietati ai viaggiatori provenienti da o che abbiano visitato negli ultimi 28 giorni Austria, Belgio, Bulgaria, Canada, Cina, Croazia, Cipro, Repubblica Ceca, Danimarca, Estonia, Finlandia, Francia, Germania, Grecia, Ungheria, Islanda, Iran, Irlanda, Italia, Corea del Sud, Lettonia, Liechtenstein, Lituania, Lussemburgo, Malta, Paesi Bassi, Norvegia, Polonia, Portogallo, Romania, Singapore, Slovacchia, Slovenia, Spagna, Svezia, Svizzera, Stati Uniti o Regno Unito.[136]
- Armenia: ingresso e transito vietati ai viaggiatori provenienti da o che abbiano visitato negli ultimi 14 giorni Austria, Belgio, Cina, Danimarca, Francia, Germania, Iran, Italia, Giappone, Corea del Sud, Paesi Bassi, Norvegia, Spagna, Svezia, Svizzera o Regno Unito.[136]
- Bahrein: ingresso e transito vietati ai viaggiatori provenienti da o che abbiano visitato negli ultimi 14 giorni Austria, Belgio, Cina, Repubblica Ceca, Danimarca, Estonia, Finlandia, Francia, Germania, Grecia, Ungheria, Islanda, Iran, Iraq, Corea del Sud, Lettonia, Liechtenstein, Lituania, Lussemburgo, Malta, Paesi Bassi, Norvegia, Polonia, Portogallo, Slovacchia, Slovenia, Spagna, Svezia, Svizzera, Regno Unito e Stati Uniti.[136] Per coloro che abbiano visitato Hong Kong (RAS della Cina), Italia, Giappone, Libano, Malesia, Singapore o Tailandia nei 14 giorni precedenti è richiesto un visto prima dell'arrivo.[136]

- Bahrein: ingresso e transito vietati ai viaggiatori provenienti da o che abbiano visitato Austria, Belgio, Bulgaria, Croazia, Cipro, Repubblica Ceca, Danimarca, Estonia, Finlandia, Francia, Germania, Grecia, Ungheria, Iran, Irlanda, Italia, Lettonia, Lituania, Lussemburgo, Malta, Paesi Bassi, Polonia, Portogallo, Romania, Slovacchia, Slovenia, Spagna o Svezia a partire dal primo marzo.[136]
- Barbados: i viaggiatori provenienti da o che abbiano visitato Cina, Europa, Iran, Corea del Sud, Regno Unito o Stati Uniti saranno sottoposti a 14 giorni di quarantena.[136]
- Belize: è richiesto l'autoisolamento per i viaggiatori provenienti da o che abbiano visitato paesi europei, Cina, Hong Kong (RAS della Cina), Iran, Giappone o Corea del Sud.[136]
- Bosnia ed Erzegovina: ingresso e transito vietati ai viaggiatori provenienti da o che abbiano visitato Austria, Belgio, Cina, Francia, Germania, Iran, Italia, Giappone, Corea del Sud, Romania, Spagna o Svizzera.[136]
- Botswana: ingresso e transito vietati ai viaggiatori provenienti da o che abbiano visitato Austria, Belgio, Cina, Danimarca, Francia, Germania, India, Iran, Italia, Giappone, Corea del Sud, Paesi Bassi, Norvegia, Spagna, Svezia, Svizzera, Stati Uniti o Regno Unito.[136]
- Bulgaria: i viaggiatori provenienti da o che abbiano visitato Francia, Germania, Italia, Paesi Bassi, Spagna, Svizzera possono attraversare il paese solo se in transito verso quello di residenza, ma non gli è permessa la permanenza.[136]
- Cambogia: ingresso vietato ai viaggiatori provenienti da o che abbiano visitato Francia, Germania, Iran, Italia, Spagna o Stati Uniti.[136]
- Cina: imposizione di quarantena di 14 giorni per i viaggiatori provenienti da o che abbiano visitato nei 14 giorni precedenti Australia, Austria, Belgio, Canada, Repubblica Ceca, Danimarca, Finlandia, Francia, Germania, Grecia, Iran, Italia, Corea del Sud, Malesia, Paesi Bassi, Norvegia, Qatar, Arabia Saudita, Spagna, Svezia, Svizzera, Regno Unito o Stati Uniti.[136]
- Figi: ingresso e transito vietati ai viaggiatori provenienti da o che abbiano visitato Cina, Europe, Iran, Corea del Sud o Stati Uniti.[136]
- Gabon: ingresso e transito vietati ai viaggiatori provenienti da o che abbiano visitato nei 14 giorni precedenti Austria, Belgio, Bulgaria, Cina, Croazia, Cipro, Repubblica Ceca, Danimarca, Estonia, Finlandia, Francia, Germania, Grecia, Ungheria, Italia, Irlanda, Corea del Sud, Lettonia, Liechtenstein, Lituania, Lussemburgo, Malta, Paesi Bassi, Norvegia, Polonia, Portogallo, Romania, Spagna, Slovacchia, Slovenia, Svezia, Svizzera, Stati Uniti o Regno Unito.[136]
- Germania: a decorrere dal 16 marzo 2020 chiusura parziale dei confini con Francia, Austria, Danimarca, Lussemburgo, e Svizzera. Il trasporto dei beni di consumo resta garantito per evitare "assalti ai supermercati".[137]
- Grenada: ingresso vietato ai viaggiatori provenienti da o che abbiano visitato nei 14 giorni precedenti Austria, Belgio, Bulgaria, Cina, Croazia, Cipro, Repubblica Ceca, Danimarca, Estonia, Finlandia, Francia, Germania, Grecia, Ungheria, Islanda, Iran, Irlanda, Italia, Corea del Sud, Lettonia, Liechtenstein, Lituania, Lussemburgo, Malta, Paesi Bassi, Norvegia, Polonia, Portogallo, Romania, Slovacchia, Slovenia, Spagna, Svezia, Svizzera, Stati Uniti o Regno Unito.[136]
- Haiti: ingresso e transito vietati ai viaggiatori provenienti da o che abbiano visitato nei 14 giorni precedenti Cina, Francia, Germania, Iran, Italia o Corea del Sud.[136]
- Hong Kong: quarantena obbligatoria per i viaggiatori in arrivo dallo spazio Schengen a decorrere dal 17 marzo.[138]
- Indonesia: ingresso e transito vietati ai viaggiatori provenienti da o che abbiano visitato Francia, Germania, Iran, Italia, Spagna, Svizzera, Regno Unito o Città del Vaticano.[139]
- Israele: inizialmente. divieto di ingresso per i viaggiatori provenienti da Germania, Francia, Spagna, Svizzera, Austria, Andorra e San Marino a meno che non dimostrino di avere a disposizione un luogo nel quale auto-isolarsi per 14 giorni.[140] A decorrere dal 9 marzo, tale misura è stata ampliata a tutti i nuovi arrivati, inclusi i cittadini in rimpatrio.[141]
- Giamaica: ingresso e transito vietati ai viaggiatori provenienti da o che abbiano visitato nei 14 giorni precedenti Cina, Taiwan, Francia, Germania, Hong Kong (RAS della Cina), Iran, Italia, Corea del Sud, Macao (RAS della Cina), Singapore, Spagna o Regno Unito.[136]
- Giappone: imposizione di quarantena di 14 giorni per i viaggiatori provenienti da Andorra, Austria, Belgio, Bulgaria, Croazia, Cipro, Repubblica Ceca, Danimarca, Egitto, Estonia, Finlandia, Francia, Germania, Grecia, Ungheria, Islanda, Iran, Irlanda, Italia, Lettonia, Liechtenstein, Lituania, Lussemburgo, Malta, Monaco, Paesi Bassi, Norvegia, Polonia, Portogallo, Romania, San Marino, Slovacchia, Slovenia, Spagna, Svezia, Svizzera, Regno Unito e Città del Vaticano.[136]
- Maldive: ingresso e transito vietati ai viaggiatori provenienti da o che abbiano visitato nei 14 giorni precedenti Bangladesh, Cina, Iran, Italia, Malesia, Spagna, Sri Lanka e Regno Unito, nonché le provincie sudcoreane del Gyeongsang Settentrionale e del Gyeongsang Meridionale, le regioni francesi dell'Île-de-France e del Grand Est, e i Länder tedeschi della Baviera, Renania Settentrionale-Vestfalia e Baden-Württemberg.[136]
- Samoa: ingresso e transito vietati ai viaggiatori provenienti da o che abbiano visitato Australia, Austria, Bahrein, Belgio, Canada, Cina, Taiwan, Repubblica Ceca, Danimarca, Francia, Germania, Grecia, Hong Kong (RAS della Cina), Islanda, Italia, Iran, Giappone, Corea del Sud, Kuwait, Lussemburgo, Macao (RAS della Cina), Malesia, Paesi Bassi, Norvegia, Qatar, Singapore, Spagna, Svezia, Svizzera, Tailandia, Emirati Arabi Uniti o Stati Uniti.[136]
- Singapore: ingresso e transito vietati ai viaggiatori provenienti da Germania, Francia, Spagna e Italia. A decorrere dalle 23:59 del 16 marzo il divieto è esteso ai cittadini di paesi membri ASEAN, del Regno Unito e della Svizzera. I cittadini singaporiani in rientro devono sottoporsi a 14 giorni di quarantena.[142]
- Sudafrica: ingresso e transito vietati ai viaggiatori provenienti da Cina, Francia, Germania, Iran, Italia, Corea del Sud, Spagna, Svizzera, Stati Uniti o Regno Unito.[136]
- Turchia: ingresso e transito vietati ai viaggiatori provenienti da o che abbiano visitato nei 14 giorni precedenti Austria, Belgio, Danimarca, Francia, Germania, Paesi Bassi, Norvegia, Spagna e Svezia, con esenzione per i cittadini o residenti turchi in rientro. Sospensione dei voli in arrivo dai suddetti paesi a decorrere dal 14 marzo.[136]
- Stati Uniti: a decorrere dalle ore 23:59 EST del 13 marzo fino a dichiarata terminazione da parte del Presidente, sono sospesi tutti gli arrivi dall'area Schengen.[143] Nella proclamazione ufficiale è dichiarato che tale misura si applica esclusivamente ai cittadini stranieri provenienti da o che abbiano visitato paesi Schengen nei 14 giorni precedenti.[143] Il trasporto di beni di consumo rimane ammesso, così come il rimpatrio di cittadini o residenti americani e dei loro familiari.[144][145] A decorrere dal 14 marzo, Irlanda e Regno Unito sono state incluse nel divieto.[146][147][143]
- Uruguay: ingresso e transito vietati ai viaggiatori provenienti da Argentina, Cina, Francia, Germania, Iran, Italia, Giappone, Corea del Sud, Singapore o Spagna.[136]
- Vietnam:a decorrere dal 3 marzo sospensione dell'esenzione dal visto d'ingresso per i cittadini italiani[130], misura estesa a decorrere dal 12 marzo anche ai cittadini di Danimarca, Finlandia, Francia, Germania, Norvegia, Spagna, Svezia e Regno Unito[148]. Ambasciate e agenzie di viaggio hanno ricevuto l'ordine di non concedere visti ai cittadini dei suddetti paesi. Per 30 giorni a decorrere dal 15 marzo, l'ingresso nel paese è vietato a tutti i cittadini stranieri che abbiano visitato o transitato attraverso il Regno Unito e i paesi Schengen.[149][150]

### Provenienti dall'Iran

#### Divieto d'ingresso
- Australia: è sconsigliato viaggiare in Iran.[151]
- Azerbaigian: divieto per i propri cittadini di recarsi in Iran.
- Germania: divieto per i propri cittadini di recarsi in Iran.
- Giordania
- India: cancellazione dei visti regolari ed elettronici emessi prima del 3 marzo e sospensione dell'erogazione di visti. Gli individui che devono viaggiare in India per validi motivi possono presentare nuovamente la richiesta di visto.[128]
- Indonesia: divieto d'ingresso per coloro i quali abbiano visitato l'Iran nei 14 giorni precedenti.
- Sabah, Malesia: divieto d'ingresso per i cittadini iraniani e per gli stranieri o i cittadini malesi non residenti a Sabah che abbiano visitato l'Iran in tempi recenti.[152]
- Singapore: divieto di ingresso e di transito per coloro i quali abbiano viaggiato in Iran nei precedenti 14 giorni.
- Somalia
- Stati Uniti: a decorrere dal 2 marzo, l'ingresso nel paese è negato ai cittadini stranieri che abbiano visitato l'Iran nei 14 giorni precedenti. I cittadini americani e i residenti permanenti in rientro nel paese che abbiano visitato l'Iran nei 14 giorni precedenti possono accedere agli Stati Uniti solo da un aeroporto approvato.
- Svezia: sospensione dei voli provenienti dall'Iran.[153]
- Turchia: è vietato l'ingresso e il transito nel paese a tutti i cittadini iraniani e a chiunque abbia visitato l'Iran nei precedenti 14 giorni. A decorrere dal 23 febbraio sono sospesi i voli in arrivo dall'Iran.[154]

#### Divieto d'ingresso relativo a singole zone dell'Iran
- Malaysia: per coloro i quali abbiano visitato Tehran e/o le provincie di Qom e Gilan nei 14 giorni precedenti.[155]

### Provenienti dal Giappone

#### Divieto di ingresso
- Algeria[156]
- Angola[156]
- Antigua e Barbuda[156]
- Argentina: sospensione dei voli e dell'erogazione di visti.[157][158]
- Armenia[156]
- Australia[156]
- Austria[156]
- Azerbaigian[156]
- Bahamas[156]
- Bahrein[159]
- Bangladesh[156]
- Belgio[156]
- Belize[156]
- Bhutan[156]
- Bolivia[156]
- Bosnia ed Erzegovina[156]
- Botswana[156]
- Brasile[156]
- Brunei[156]
- Bulgaria[156]
- Burkina Faso[156]
- Burundi[156]
- Camerun[156]
- Canada[156]
- Capo Verde[156]
- Ciad[156]
- Cile[156]
- Cina[156]
- Colombia[156]
- Comore[160]
- Isole Cook[159]
- Costa Rica[156]
- Croazia[156]
- Cuba[156]
- Cipro[156]
- Rep. Ceca[156]
- RD del Congo[156]
- Danimarca[156]
- Dominica[156]
- Rep. Dominicana[156]
- Gibuti[156]
- Timor Est[156]
- Ecuador[156]
- Egitto[156]
- El Salvador[156]
- Guinea Equatoriale[156]
- Eritrea[156]
- Estonia[156]
- Swaziland[156]
- Etiopia[156]
- Finlandia[156]
- Francia[156]
- Polinesia francese[159]
- Gabon[156]
- Gambia[156]
- Georgia[156]
- Germania[156]
- Ghana[156]
- Gibilterra[156]
- Grecia[156]
- Grenada[156]
- Guatemala[156]
- Guinea[156]
- Guinea-Bissau[156]
- Guyana[156]
- Haiti[156]
- Honduras[156]
- Hong Kong[156]
- Ungheria[156]
- Islanda[156]
- India[159]
- Indonesia[156]
- Iraq[159]
- Israele[159]
- Costa d'Avorio[156]
- Giamaica[156]
- Giordania[156]
- Kazakistan[161]
- Kenya[156]
- Kiribati[160]
- Kosovo[156]
- Kuwait[159]
- Kirghizistan[159]
- Laos[156]
- Lettonia[156]
- Libano[156]
- Liberia[156]
- Libia[156]
- Liechtenstein[156]

- Lituania[156]
- Lussemburgo[156]
- Macao[156]
- Macedonia del Nord[156]
- Madagascar[156]
- Isole Marshall[159]
- Malawi[156]
- Malaysia[156]
- Maldive[156]
- Mali[156]
- Malta[156]
- Mauritania[156]
- Mauritius[156]
- Micronesia[159]
- Moldavia[156]
- Mongolia[159]
- Montenegro[156]
- Marocco[156]
- Mozambico[156]
- Birmania[156]
- Namibia[156]
- Nauru[156]
- Nepal[156]
- Paesi Bassi[156]
- Nuova Caledonia[156]
- Nuova Zelanda[156]
- Niger[156]
- Nigeria[162]
- Niue[156]
- Norvegia[156]
- Oman[156]
- Pakistan[156]
- Panama[156]
- Papua Nuova Guinea[129]
- Paraguay[156]
- Perù[156]
- Filippine[156]
- Polonia[156]
- Portogallo[156]
- Qatar[156]
- Rep. del Congo[156]
- Romania[156]
- Russia[156]
- Ruanda[156]
- Saint Kitts e Nevis[156]
- Saint Lucia[163]
- Saint Vincent e Grenadine[163]
- Samoa[160]
- São Tomé e Príncipe[156]
- Arabia Saudita[159]
- Senegal[156]
- Serbia[156]
- Seychelles[156]
- Sierra Leone[156]
- Singapore[156]
- Sint Maarten[163]
- Slovacchia[156]
- Slovenia[156]
- Somalia[156]
- Isole Salomone[160]
- Sudafrica[156]
- Corea del Sud[156]
- Sudan del Sud[156]
- Spagna[156]
- Sri Lanka[156]
- Sudan[156]
- Suriname[156]
- Svezia[156]
- Svizzera[156]
- Siria[156]
- Taiwan[156]
- Tagikistan[164]
- Thailandia[156]
- Togo[156]
- Tonga[156]
- Trinidad e Tobago[159]
- Tunisia[156]
- Turkmenistan[156]
- Tuvalu[160]
- Uganda[156]
- Ucraina[156]
- Emirati Arabi Uniti[156]
- Uruguay[156]
- Uzbekistan[156]
- Vanuatu[159]
- Venezuela[156]
- Vietnam[156]
- Yemen[156]
- Zimbabwe[156]

#### Altre misure (quarantena, esami medici obbligatori e/o misure di monitoraggio)
- Albania[156]
- Argentina[156]
- Armenia[156]
- Aruba[163]
- Australia[156]
- Azerbaigian[156]
- Bahrein[156]
- Bangladesh[156]
- Bielorussia[156]
- Belize[156]
- Benin[156]
- Bermuda[163]
- Bhutan[156]
- Bolivia[156]
- Bosnia ed Erzegovina[156]
- Brunei[156]
- Bulgaria[156]
- Burundi[156]
- Camerun[156]
- Cile[156]
- Cina[156]
- Colombia[156]
- Costa Rica[156]
- Croazia[156]
- Cuba[156]
- Cipro[156]
- RD del Congo[156]
- Rep. Dominicana[156]
- Ecuador[156]
- Egitto[163]
- Guinea Equatoriale[156]
- Estonia[156]
- Swaziland[156]
- Etiopia[156]
- Polinesia francese[156]
- Gabon[156]
- Georgia[156]
- Ghana[156]
- Gibilterra[156]
- Guam[156]
- Guinea[156]
- Guyana[156]
- Honduras[156]
- Hong Kong[156]
- Iran[156]
- Irlanda[156]
- Israele[156]
- Costa d'Avorio[156]
- Giamaica[156]
- Giordania[156]
- Kenya[156]
- Kerala[156]
- Kosovo[156]
- Kuwait[156]
- Kirghizistan[156]
- Laos[156]
- Lettonia[156]
- Liberia[156]
- Lituania[156]
- Macao[156]

- Macedonia del Nord[156]
- Malawi[156]
- Maldive[156]
- Mali[156]
- Malta[156]
- Micronesia: misure di quarantena obbligatorie a Pohnpei.[156]
- Moldavia[156]
- Monaco[156]
- Montenegro[156]
- Birmania[156]
- Nepal[156]
- Nuova Caledonia[156]
- Nuova Zelanda[156]
- Niger[156]
- Nigeria[156]
- Norvegia[156]
- Oman[163]
- Palestina[156]
- Panama[156]
- Paraguay[156]
- Perù[156]
- Filippine[156]
- Portogallo[156]
- Polonia[156]
- Qatar[163]
- Romania[156]
- Russia[156]
- Ruanda[156]
- Saint Kitts e Nevis[156]
- Saint Lucia[156]
- Saint Vincent e Grenadine[156]
- São Tomé e Príncipe[156]
- Senegal[156]
- Serbia[156]
- Sierra Leone[156]
- Singapore[156]
- Slovacchia[156]
- Sudafrica[156]
- Sudan[156]
- Taiwan[156]
- Tagikistan[156]
- Thailandia[156]
- Togo[156]
- Tunisia[156]
- Turchia[156]
- Turkmenistan[156]
- Uganda[156]
- Ucraina[156]
- Emirati Arabi Uniti[156]
- Regno Unito[156]
- Uruguay[156]
- Uzbekistan[156]
- Venezuela[156]
- Vietnam[156]
- Zambia[156]
- Zimbabwe[156]

### Provenienti dalle Filippine
- Arabia Saudita: è vietato l'ingresso nel paese ai possessori di visto per 'umra o di visto turistico provenienti dalle Filippine.[165]
- Isole Cook: a decorrere dal 9 marzo per coloro che abbiano visitato le Filippine nei precedenti 14 giorni.[165]
- Kuwait[165]
- Nepal[165]
- Palestina: per gli ingressi in Cisgiordania.[165]
- Qatar: a decorrere dal 9 marzo per coloro che abbiano visitato le Filippine nei precedenti 14 giorni.[165]
- Seychelles[165]